# Adam Szymczyk
Adam Szymczyk (* 15. září 1970 Piotrków Trybunalski) je polský estetik a historik umění. 
Vystudoval uměnovědu na Varšavské univerzitě a pracoval v amsterdamském centru současného umění De Appel. Byl kurátorem ve varšavských galeriích Foksal a Ujazdovský zámek. V letech 2003 až 2014 vedl galerii Kunsthalle Basel, kde za jeho působení vystavovali např. Piotr Uklański, Carl Andre nebo Gustav Metzger. Vedl také semináře na Univerzitě v Basileji a Akademii výtvarných umění ve Vídni. Byl uměleckým ředitelem Berlínského bienále v roce 2008 a přehlídky documenta v roce 2017, která se kromě tradičního dějiště v Kasselu konala také v Aténách.
Založil neziskovou kulturní asociaci Verein by Association a je členem rady Muzea moderního umění ve Varšavě. Uspořádal také výstavu Wilhelma Sasnala v Muzeu dějin polských Židů. Obdržel Cenu Waltera Hoppse za kurátorský počin a časopis ArtReview ho zařadil mezi nejvlivnější osobnosti ve světě moderního výtvarného umění.
Od roku 2020 působí v Městském muzeu Amsterdam. Jeho životní partnerkou je švýcarská choreografka Alexandra Bachzetsis. 